# Bellum Iugurthinum
Bellum Iugurthinum (Latijn: "Jugurthijnse Oorlog"), ook wel De bello Iugurthino ("Over de Jugurthijnse Oorlog"), is na de De Catilinae coniuratione de tweede historische monografie van Gaius Sallustius Crispus.
Het werk behandelt de oorlog, die Gaius Marius en Lucius Cornelius Sulla van 111 tot 105 v.Chr. tegen de Numidische koning Jugurtha voerden, en is geschreven ten tijde van het Tweede Triumviraat (ca 40 v.Chr.).

## Nederlandse vertalingen
- Sallustius, "Rome in verval. De samenzwering tegen Catilina. De oorlog tegen Jugurtha", V. Hunink, Amsterdam, 1999. ISBN 9025349676.
- Sallustius, "Bederf van binnenuit. Crisis in Rome", V. Hunink, Athenaeum-Polak & Van Gennep, Amsterdam, 2015. ISBN 9789025300609.